# Ammoides
Ammoides là chi thực vật có hoa trong họ Apiaceae.

## Hình ảnh

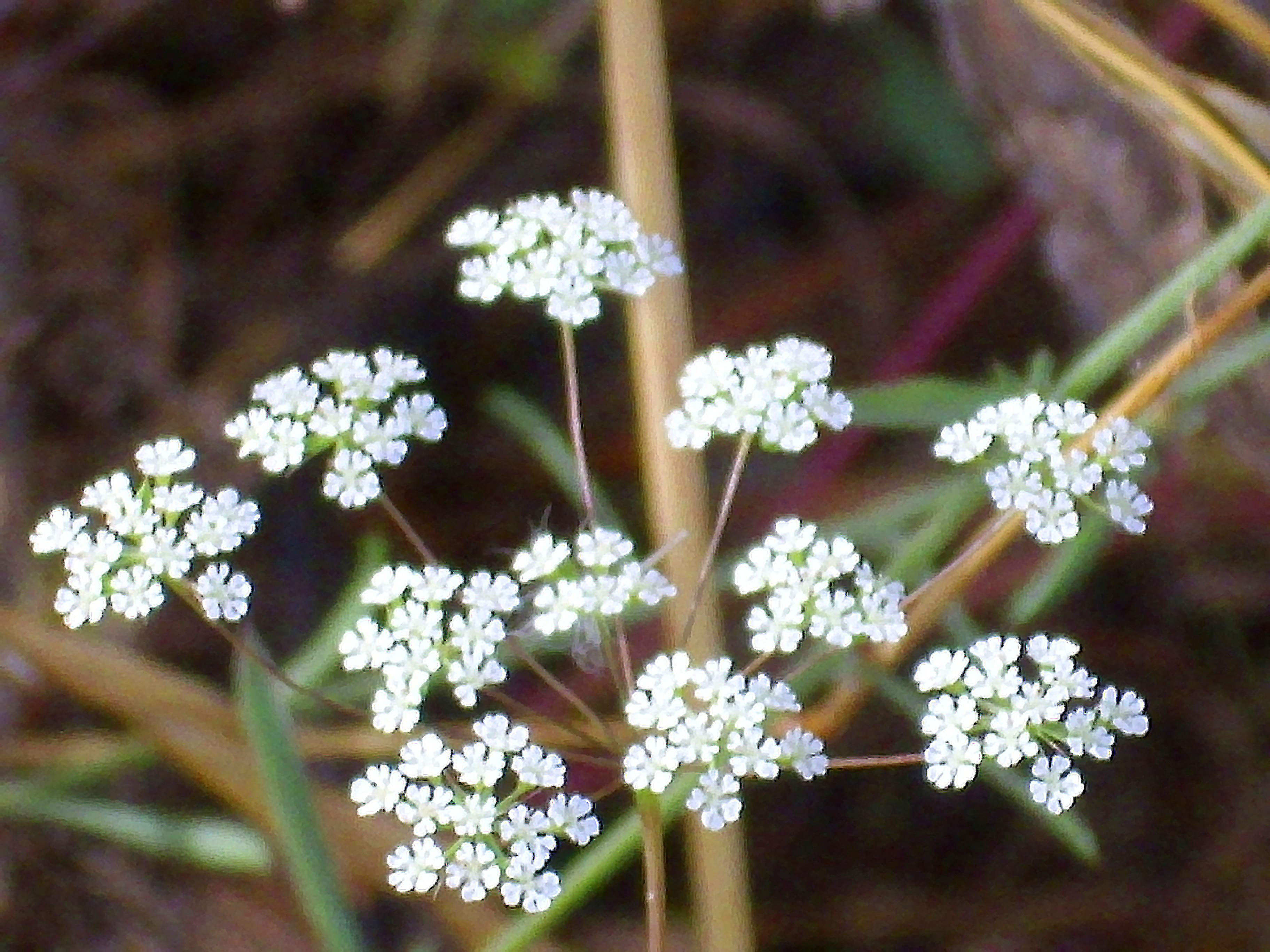
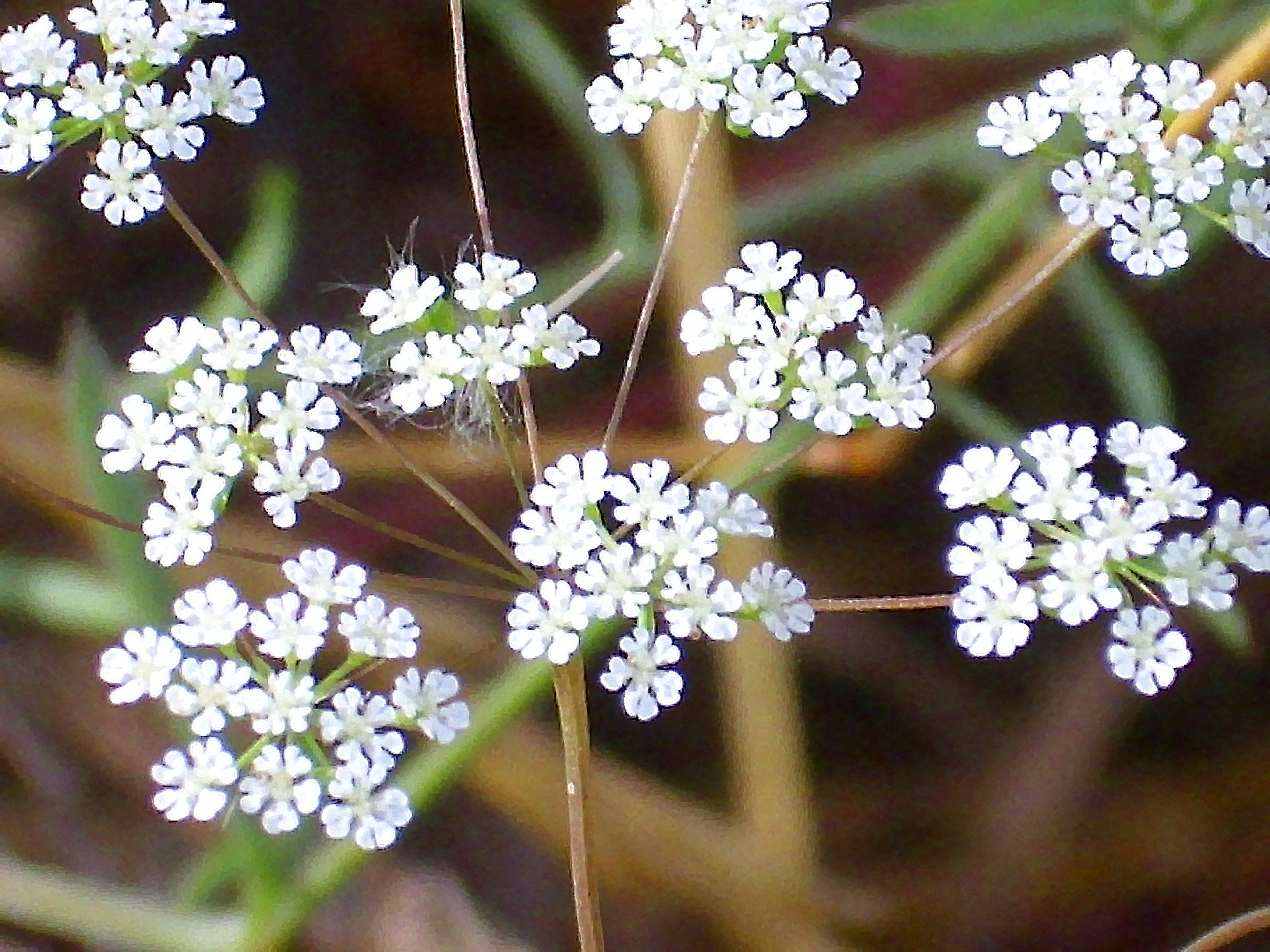